# Wayland (protocollo)
(Kristian Høgsberg)
Wayland è un protocollo per server grafico per sistemi operativi Unix-like concepito per essere un'alternativa al X Window System.
È un software libero distribuito sotto i termini della licenza MIT.

## Storia
Kristian Høgsberg, uno sviluppatore grafico di X.Org per Linux che in precedenza aveva lavorato su AIGLX e DRI2, ideò il progetto nel 2008 nel tempo libero, nel periodo in cui lavorava per Red Hat. Høgsberg ebbe la prima idea di sviluppo mentre stava guidando attraverso la città di Wayland, nel Massachusetts, da questo deriva il nome. A partire dall'ottobre 2010 Wayland è stato incluso tra i progetti freedesktop.org.

## Caratteristiche

Diagramma di funzionamento del protocollo Wayland.

Wayland utilizza funzioni del kernel Linux come DRM (Direct Rendering Manager), KMS (Kernel Mode Settings) e GEM (Graphics Execution Manager) per gestire direttamente un compositing window manager integrato. Questa particolare architettura permette di ottenere prestazioni migliori rispetto a X Window System in quanto vengono eliminate alcune commutazioni di contesto mentre molte delle estensioni del protocollo X11 vengono implementate nelle API di Wayland.
Wayland è stato pensato da subito come un sistema multiprocesso in cui ogni client grafico gestisce i propri frame indipendentemente dagli altri.
A differenza dell'X Window System in cui esiste il server X.Org come standard de facto, con Wayland ogni desktop environment deve implementare il proprio server Wayland, il quale deve anche organizzare e mostrare i frame ricevuti dai vari client, svolgendo quindi il ruolo di compositor.

## Utilizzo
Intel e Nokia hanno utilizzato Wayland per l'ormai deprecato progetto MeeGo (fusione di Maemo e Moblin).
Mark Shuttleworth  il 4 novembre 2010 ha annunciato che Wayland in futuro sarebbe stato il server grafico predefinito di Ubuntu, sostituendo X.Org. Nel mese di marzo 2013 ha però deciso di non adottare Wayland, ma MIR. Ad inizio 2017 è tornato sui suoi passi annunciando il passaggio a Wayland entro la versione 18.04 LTS di Ubuntu. Successivamente è stata annunciata la presenza di Wayland, assieme a Gnome, già dalla versione 17.10. Nella LTS successiva, tuttavia, il team di Ubuntu è tornato ad X.Org come impostazione predefinita; solo con la versione 21.04 Wayland è nuovamente diventato il protocollo grafico predefinito. 
Wayland è stato inoltre adottato ufficialmente da Fedora dalla versione 25.
La community Debian ha pianificato il supporto a partire dalla versione 10 della distro.